# Janówka (dopływ Bobru)
Janówka – potok górski, lewy dopływ Bobru o długości 5,51 km.
Potok płynie w Sudetach Zachodnich, w Rudawach Janowickich, w woj. dolnośląskim. Wypływa z północnego zbocza Dziczej Góry na wysokości około 810 m n.p.m. W górnym biegu spływa w kierunku północnym, doliną porośniętą lasem mieszanym z przewagą świerka, położoną między ramieniem Świniej Góry po zachodniej stronie, a grzbietem Wołka po wschodniej. Na poziomie około 700 m n.p.m. skręca na północny zachód i płynie zalesioną Doliną Janówki, wąskim szybkim nurtem, tworząc miejscami spokojne powierzchnie wody. W środkowym biegu płynie rozległą, płytką doliną, w całości porośniętą lasem świerkowo-bukowym, której zbocza miejscami przechodzą w małe skalne zręby, a w korycie potoku występują małe progi skalne. W dolnym biegu potok płynie w kierunku północnym zalesioną doliną, wcinającą się między Janowickie Garby i Janowicki Grzbiet, po zachodniej stronie a Zamkowy Grzbiet po wschodniej. W Janowicach Wielkich na wysokości około 370 m n.p.m. wpada do Bobru.
Zasadniczy kierunek biegu potoku jest północny. Zasilają go wody kilku bezimiennych potoków, spływających ze zboczy okolicznych wzniesień oraz prawostronnie Dopływ spod Mniszkowa. Potok zbiera wody z zachodnich zboczy Zamkowego Grzbietu i wschodnich zboczy Janowickich Garbów, położonych w północno-zachodniej części Rudaw Janowickich. Potok jest nieuregulowany i płynie dziko przez Rudawski Park Krajobrazowy. Wzdłuż biegu potoku prowadzi leśna asfaltowa droga z górnej części wsi Mniszków do Janowic Wielkich.